# Sophronica aureicollis
Sophronica aureicollis là một loài bọ cánh cứng trong họ Cerambycidae.